# جاك غراهام (لاعب كرة قدم)
جاك غراهام (بالإنجليزية: Jack Graham)‏ هو لاعب كرة قدم بريطاني (وحمل سابقاً جنسية المملكة المتحدة لبريطانيا العظمى وأيرلندا) في مركز الظهير، ولد في 12 أبريل 1873 في دربي في المملكة المتحدة، وتوفي في يونيو 1925 في المملكة المتحدة. لعب مع نادي أرسنال ونادي برينتفورد ونادي فولهام ونادي ميلوول وكراي واندررز.

## وصلات خارجية
- جاك غراهام على موقع قاعدة بيانات كرة القدم.إي يو (الإنجليزية)